# Sagar Kiran
Sagar Kiran – самопідіймальна бурова установка із флоту індійської компанії Oil and Natural Gas Corporation (ONGC).
Судно спорудили в 1988 році на індійській верфі Mazagon Dock у Мумбай. За своїм архітектурно-конструктивним типом судно відноситься до самопідіймальних (jack-up) та належить до типу BMC-300-IC, розробником якого була компанія Baker Marine Services. Воно може вести буріння при глибинах моря до 91 метра та споруджувати свердловини довжиною 6,1 км.
22 червня 1922-го «Sagar Kiran» вела роботи у Аравійському морів у нафтогазоносному басейні Мумбай. В цей день гелікоптер Sikorsky S-76D компанії Pawan Hans, який прямував до бурової установки, впав у море менш ніж за два кілометри від неї. Наявні у гелікоптера поплавки дозволили йому протриматись на воді допоки не прибули рятувальники, що зняли усіх 9 осіб, які перебували на борту. Втім, 4 особи отримали під час інциденту важкі травми і, незважаючи на термінову доставку у госпіталь в Мумбаї гелікоптером ВМС, врятувати їх не вдалось.